# La Onzième Plaie
 (mars 2024).
Si vous disposez d'ouvrages ou d'articles de référence ou si vous connaissez des sites web de qualité traitant du thème abordé ici, merci de compléter l'article en donnant les références utiles à sa vérifiabilité et en les liant à la section « Notes et références ».
La Onzième Plaie est le premier roman d'Aurélien Molas, paru le 3 février 2010.

## Résumé
Le chaos et la violence règnent sur la France. Le commissaire Kolbe lutte contre plusieurs affaires de pédophilie et deux jeunes filles se suicident en se jetant sous le métro. Ces affaires ont-elles un lien entre elles ?